# جيف ميلر (لاعب اتحاد الرغبي)
جيف ميلر (بالإنجليزية: Jeff Miller)‏ هو لاعب اتحاد الرغبي أسترالي، ولد في 4 يوليو 1962 في بريسكوت في الولايات المتحدة.

## وصلات خارجية
- جيف ميلر عل موقع إسبنسكروم (الإنجليزية)